# 虎ノ門法律経済事務所
虎ノ門法律経済事務所（とらのもんほうりつけいざいじむしょ）は、日本の法律事務所。

## 概要
組合としての虎ノ門法律経済事務所と弁護士法人TLEO 虎ノ門法律経済事務所の共同事業。

1972年4月に千賀修一によって千賀法律事務所として設立。1982年に千賀総合法律事務所に名称変更した後、2006年に虎ノ門総合法律事務所に改称された。

2006年の改称および組織再編は、司法制度改革審議会が、2001年6月12日内閣に対し提出した「21世紀の日本を支える司法制度」という意見書に則り、弁護士・税理士・司法書士・行政書士・社会保険労務士・土地家屋調査士等の弁護士と法律専門職種の資格者による協働により依頼者の利便の向上を図る観点から行われたものである。

虎ノ門法律経済事務所は、各資格者が役割を分担して協働する組合としての事務所である。虎ノ門法律経済事務所に所属する弁護士のうち65名が弁護士法人TLEO虎ノ門法律経済事務所に所属している。

ジュリナビ 2017年 弁護士事務所全国ランキング200では、我が国で所属弁護士数12番目に位置している（2017年時点）。多くの他士業者が所属するワンストップ型の法律経済的事務所 としては、日本最大規模の事務所である。

## 沿革
- 1972年（昭和47年）4月: 千賀法律事務所を設立。
- 1982年（昭和57年）1月: 弁護士・税理士・司法書士・土地家屋調査士が所属する総合事務所に組織を変更し、事務所名を千賀総合法律事務所に変更。[3]
- 2017年（平成29年）10月：水戸支店を開設。
- 2006年（平成18年）3月: パートナーを募集し、新たに弁護士・弁理士・不動産鑑定士等の参加があり、事務所名を虎ノ門総合法律経済事務所に変更。
- 2010年（平成22年）1月: 事務所名を虎ノ門法律経済事務所に変更。同事務所内に弁護士千賀修一が代表となり弁護士法人TLEO虎ノ門法律経済事務所を設立。[3]
- 2013年（平成25年）2月: 名古屋支店開設。
- 2013年（平成25年）: 弁護士事務所全国ランキング100のうち25位となる。[4]
- 2014年（平成26年）1月: 千葉支店・市原支店・川崎支店・横浜支店・大阪支店の5支店を同時開設。
- 2014年（平成26年）4月: 大宮支店開設。
- 2014年（平成26年）: 弁護士事務所全国ランキング200のうち21位となる。[5]
- 2014年（平成26年）9月: 高崎支店・那覇支店の2支店を同時開設。
- 2014年（平成26年）10月: 上野支店を開設。
- 2014年（平成26年）11月: 立川支店を開設。
- 2014年（平成26年）12月: 神戸支店を開設。
- 2015年（平成27年）1月: 仙台支店を開設。
- 2015年（平成27年）2月: 池袋支店を開設。
- 2015年（平成27年）3月: 岡山支店を開設。
- 2015年（平成27年）4月: 札幌支店を開設。
- 2015年（平成27年）5月: 長崎支店を開設。
- 2015年（平成27年）12月: 福岡支店を開設。
- 2016年（平成28年）2月: 大分支店を開設。
- 2016年（平成28年）6月: 相模原支店を開設。
- 2016年（平成28年）9月: 京都支店を開設。
- 2016年（平成28年）12月: 和歌山支店・山口支店・松戸支店を開設。
- 2017年（平成29年）弁護士事務所全国ランキング200のうち12位となる。[6]
- 2017年（平成29年）10月：水戸支店を開設。
- 2018年（平成30年）2月：世田谷支店・海老名支店・静岡支店を開設。
- 2018年（平成30年）6月：松本支店を開設。
- 2019年（平成31年）4月：船橋支店を開設。
- 2019年（令和元年）12月：横須賀支店を開設。
- 2019年（令和元年）12月：新宿支店を開設。
- 2020年（令和2年）2月：水戸支店を開設。
- 2020年（令和2年）10月：荻窪支店を開設。

## 主な所属弁護士等

### パートナー
- 千賀修ー ：元日本弁護士連合会常務理事・公益財団法人千賀法曹育英会理事長[7]・公益財団法人アジア共生教育財団理事長[8]
- 坂野征四郎 ：元裁判官
- 菅原胞治 ：元みずほ銀行法務部次長
- 小瀬保郎 ：元高裁判事
- 黒田節哉 ：元高裁判事
- 角田邦重 ：元中央大学学長
- 中嶋三雄 ：元最高検検事
- 稲田龍樹 ：元高裁判事
- 雨宮則夫 ：元家裁所長
- 木村　烈 ：元家裁所長
- 戸澤和彦 ：元最高検検事
- 富松茂大 ：元最高検検事

## かつて所属していた弁護士・顧問

### 弁護士
- 園部逸夫 ：元最高裁判所判事
- 長谷川武弘 ：元関東弁護士会連合会理事長

### 顧問
- 安武史郎：元双日株式会社会長・社長

## 著書
資産運用と相続対策を両立する不動産信託入門（2013.12.2）幻冬舎